# Christine Lavant Preis

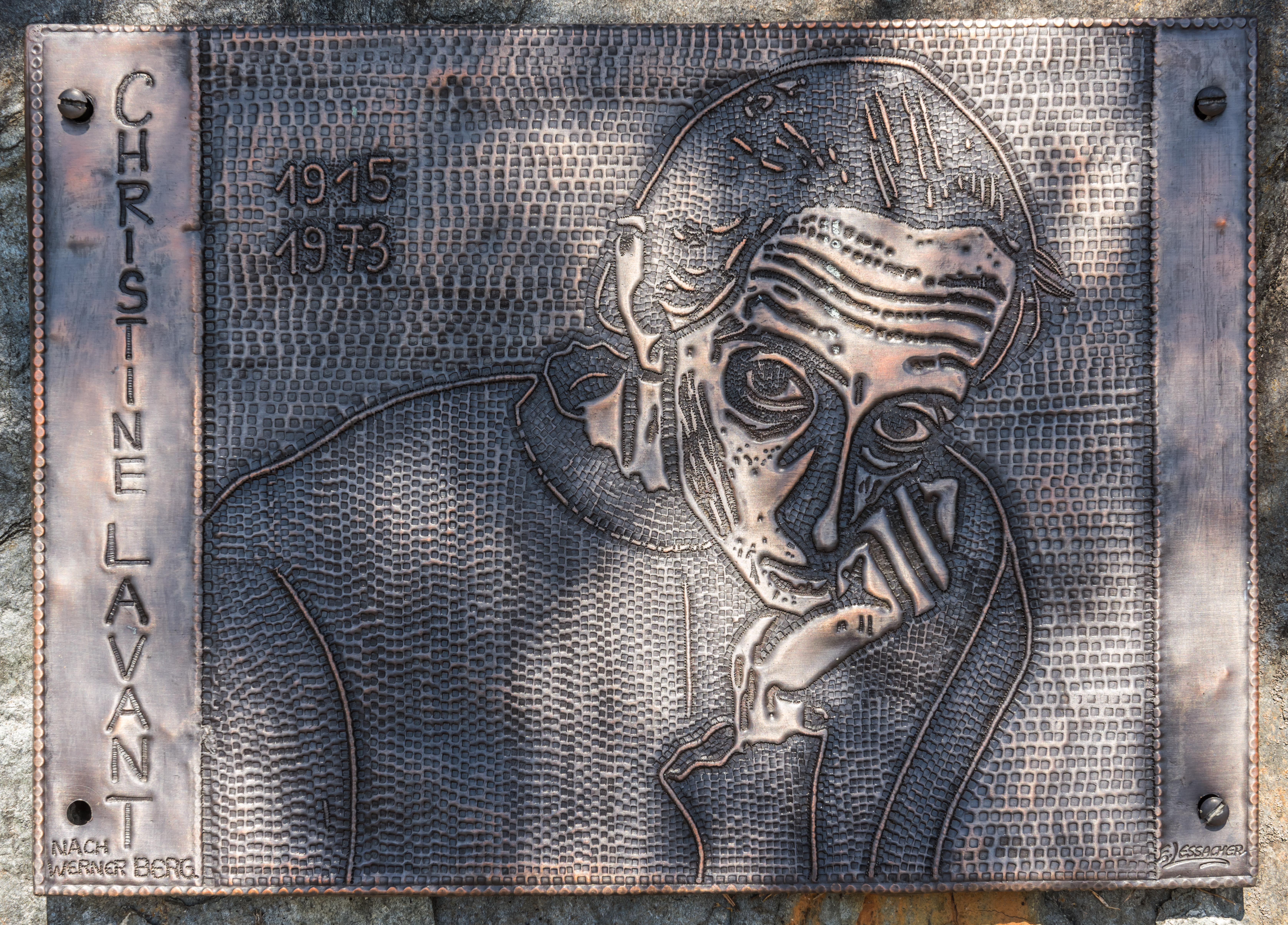
Gedenken an Christine Lavant (1915–1973)

Der Christine Lavant Preis wird seit 2016 von der Internationalen Christine Lavant Gesellschaft verliehen und würdigt „Schriftstellerinnen und Schriftsteller, die in ihrem literarischen Schaffen – so wie auch Christine Lavant – einen hohen ästhetischen Anspruch mit humaner Haltung und gesellschaftskritischem Blick vereinen“. Der Preis ist mit 15.000 Euro dotiert.

## Zielsetzung, Dotierung
Der Preis möchte einerseits Verbreitung und Kenntnis des literarischen Werks von Christine Lavant fördern, andererseits Schriftsteller mit humaner Haltung würdigen. Der Preis wird für Lyrik und Prosa in deutscher Sprache verliehen, an Autoren, die „von der Öffentlichkeit bereits als wichtige literarische Stimmen wahrgenommen wurden“.
Das Preisgeld wurde ausschließlich von privaten Sponsoren, wie der Hans Schmid Privatstiftung oder der Allianz Elementar Versicherung, und von der Internationalen Christine Lavant Gesellschaft aufgebracht.
Die Verleihung findet im Rahmen einer festlichen Matinee statt. Im Jahr 2017 fand die Veranstaltung im Wiener RadioKulturhaus statt, mit einer Lesung von Lavant-Texten durch Gerti Drassl, mit musikalischer Umrahmung, einer Laudation von Klaus Amann und einer Performance des Preisträgers.

## Preisträger
- 2016: Kathrin Schmidt
- 2017: Bodo Hell
- 2018: Klaus Merz
- 2019: Angela Krauß[2]
- 2020: Judith Schalansky[3]
- 2021: Maja Haderlap[4]
- 2022: Alois Hotschnig
- 2023: Yevgeniy Breyger
- 2024: Ann Cotten

## Jury
Dem Beirat der Internationalen Christine Lavant Gesellschaft, der den Preisträger bestimmt, gehörten im Jahr 2017 an:
- Klaus Amann, Gründer und langjährige Leiter des Musil-Instituts der Universität Klagenfurt und Lavant-Herausgeber
- Friederike Mayröcker, Schriftstellerin
- Kathrin Schmidt, Schriftstellerin aus Gotha, erste Preisträgerin
- Thomas Strässle, Professor an der Hochschule der Künste Bern und Mitglied des Literaturclubs des Schweizerischen Fernsehens
- Daniela Strigl, Literaturwissenschaftlerin und Literaturkritikerin
- Karl Wagner, zuletzt Germanistikprofessor an der Universität Zürich